# Stazione di Yangjae
La stazione di Yangjae (양재역 - 良才驛, Yangjae-yeok ) si trova lungo la linea 3 della metropolitana di Seul e offre l'interscambio con la Linea Sinbundang gestita dalla Shin Bundang Line Corporation.

## Linee
Seoul Metro
● Linea 3 (Codice: 342)
Shin Bundang Line Corporation
■ Linea Sinbundang (Codice: D08)

## Struttura

### Stazione Seoul Metro
La linea 3 è sotterranea, al secondo piano interrato, e dispone di due marciapiedi laterali con porte di banchina e due binari al centro.
| Dir. nord | ● Linea 3 | per Gosokteomineol, Jongno 3-ga, Gupabal e Daehwa |
| Dir. sud  | ● Linea 3 | per Dogok, Suseo, Garak Market e Ogeum            |

### Stazione linea Sinbundang
La ferrovia suburbana Sinbundang, l'ultima linea a essere arrivata a Yangjae, nel 2011, si trova al quarto piano sotterraneo, perpendicolarmente alla linea 3. Essa dispone di due marciapiedi laterali con porte di banchina e due binari al centro.
| Dir. nord | ■ Linea Sinbundang | per Gangnam          |
| Dir. sud  | ■ Linea Sinbundang | per Pangyo e Jeongja |

## Stazioni adiacenti
| «                  | Servizio | »                        |
| Linea 3            | Linea 3  | Linea 3                  |
| ------------------ | -------- | ------------------------ |
| Nambu Bus Terminal | -        | Maebong                  |
| Linea Sinbundang   |          |                          |
| Gangnam            | -        | Yangjae Citizens' Forest |